# Fédération burkinabè de rugby à XV
La Fédération burkinabè de rugby à XV (officiellement Fédération burkinabè de rugby) est l'instance qui régit l'organisation du rugby à XV et du rugby à sept au Burkina Faso.

## Historique
Après la création d'un premier organisme en 1992 dédié à l'organisation du rugby à XV au Burkina Faso, une nouvelle structure est fondée en tant que fédération sportive le 29 juillet 2006 sous le nom de Fédération burkinabè de rugby.
Elle intègre dès cette première année la Confédération africaine de rugby, organisme régissant le rugby sur le continent africain.
La fédération devient en novembre 2018 membre associé de World Rugby, organisme international du rugby, avant d'obtenir le statut de membre à part entière en novembre 2020.
Elle organise les championnats nationaux, en catégorie masculine et féminine.

## Présidents
Parmi les personnes se succédant au poste de président de la fédération, on retrouve :
- 2016-2024 : Rolande Boro[6]